# Nanán Baruqué
Nanán Baruqué, Nana Baruke o Nanà Burukú es una de las deidades de la religión yoruba. Su nombre proviene del yoruba: “naná”, nacimiento o madre

## Orisha mayor

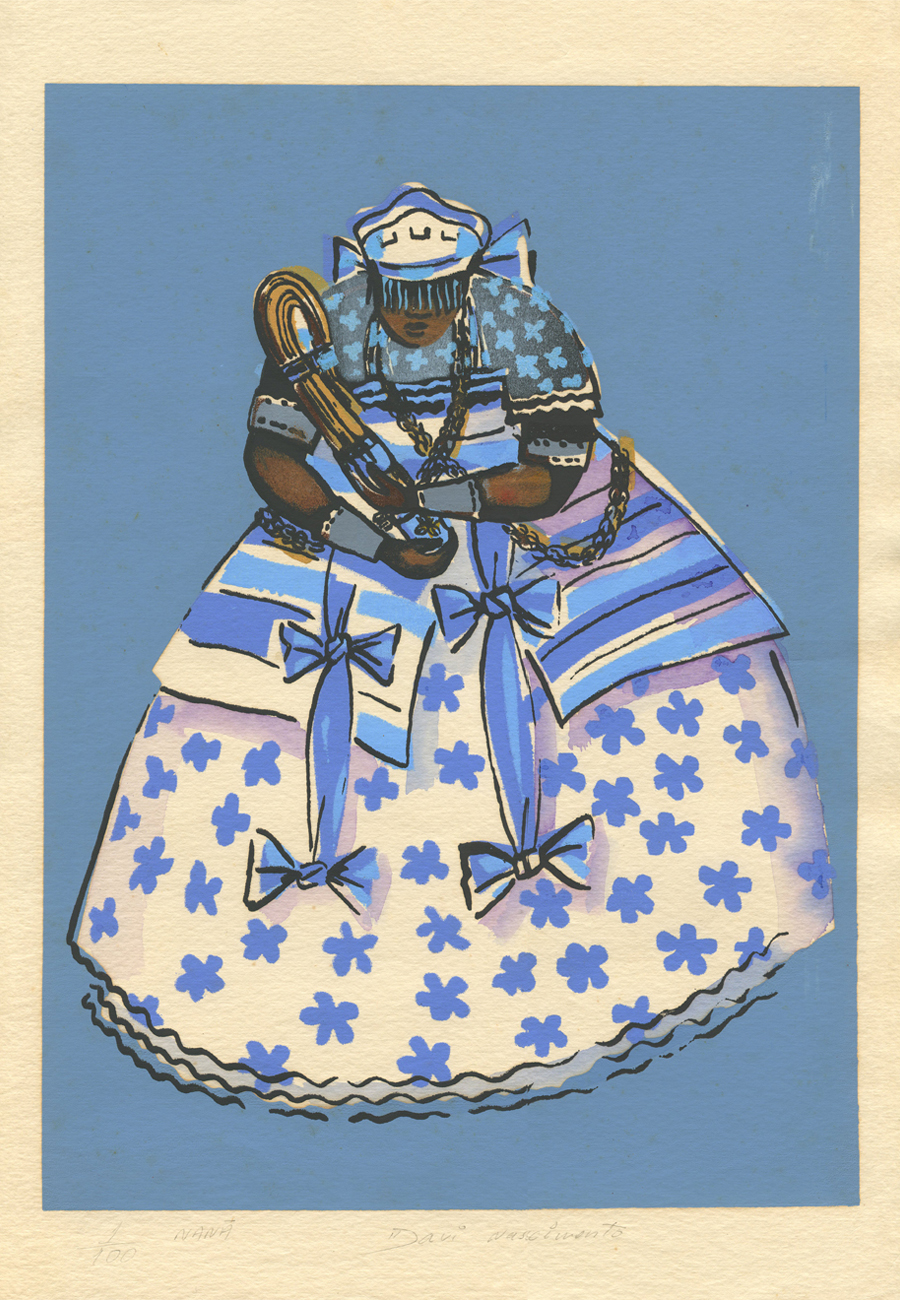
Nanán en Candomblé

Orisha mayor del Panteón yoruba. Puede ser "ángel de la guarda" y coronarse en la ceremonia de Kari Osha, este a diferencia de los menores que no se coronan:
Es la divinidad de la llovizna, del lodo, la mediadora entre la vida y la muerte. Su culto es de procedencia fon, ashanti y arará (Dahomey), sobre todo de territorio Mahins. Naná es anterior a la llegada de Oduduwá a Ilé Ifé y tuvo posteriormente un enfrentamiento con Oggún, por eso sus ebos no se hacen con cuchillo de hierro, se realizan con un cuchillo hecho de caña brava.
Desde la perspectiva vudú, todas las entidades espirituales llamadas Vodouns (entre los yorubas Orishas) surgen o nacen de Nanán Baruqué. Nanán Baruqué se considera una energía femenina que representa la sustancia primordial del universo. Nanán Baruqué ama mucho a sus hijos y les desea lo mejor en las tareas que ella ha establecido para ellos en la creación.
Desde la perspectiva yoruba a Nanán Baruqué se la considera diosa de los misterios y simultánea a la creación del mundo. Cuando Oduduwa separó las aguas estancadas y liberó la tierra, Nanán apareció en el punto de contacto de estos dos elementos: el lodo, lugar donde se la ubica.

## Genealogía
Es una deidad andrógina; su culto es de origen dahomeyano (oeste de África, en la república de Benín). Nanán Baruqué tuvo a los gemelos Mawu-Lissa, que es el principio de dualidad femenino-masculino, Mawu-Lissa son los gemelos encargados de realizar la obra de la creación del mundo. Con el tiempo la creencia en Nana Buluku fue asimilado por otras culturas vecinas a los Dahomey, como el pueblo yoruba, que la adoptó en su Panteón de divinidades, denominándola Orisha de origen Arara.

## Procedencia
Entre los creyentes de origen Iyesá la consideran un Obatalá y entre los de origen Nina Popo, un orisha independiente; para el pueblo Jeje, de la región de la antigua Dahomey, significa "madre”, aunque al ser considerada divinidad suprema a veces se representa como un orisha masculino.
Su culto es de procedencia fon, ashanti y arará.
Otros nombres o denominaciones son Nana Buruku, Nana, Nana Burukú, Burukú, Nabuku y Anamburuku. Basados en estudios antropológicos y teológicos, investigadores e historiadores de la cultura africana coinciden en decir que los vodouns, no son divinidades directas del reino Dahomey, sino de tribus anteriores a ellos que estaban asentadas en lo que posteriormente pasó a llamarse Dahomey y hoy en la actualidad en La República de Benín. Los Dahomey cuando colonizaron o invadieron esa zona tomaron para ellos estas divinidades, luego los yorubas hicieron lo mismo; esto indica que Nana y sus hijos son más antiguos que las divinidades yorubas colocando la cronología de los Vodouns, antes de la era, Edad del Hierro y de la aparición de Obatala y Yemanja. Debido a que son anteriores a los orishas, inclusive sus ebos deben ser realizados con herramientas fabricadas con huesos, piedras o rocas.

### Invasiónyorubaen el reinoDahomey
Los yorubas, al encontrarse en el reino de Dahomey con un panteón de divinidades ya constituido, y con ello una divinidad similar a Olorun, a Obatala y Yemanja juntos, o sea dios creador y padre/madre a la vez, permitieron a los dahomeyanos seguir rindiendo culto a Nana Buluku y a otras divinidades Vudú y también las sumaron a su propio sistema de creencias. Esto generó un conflicto religioso y social, ya que los yorubas integraron nuevas divinidades pero no modificaron la estructura del panteón, dando por resultado deidades con muchos caminos y divinidades que tiene la misma potestad.

## Cultos
A través de esta adaptación, Olorúm sigue siendo el creador, Òbatala el padre de casi todos los orishas y Yemanja la madre de casi todos los orishas y Nana la madre de las divinidades vudú transformada en orishas y abuela de los orishas.
Una vez que Nana fue feminizada, asume y toma el rol como otras divinidades femeninas yorubas, basado en el concepto de la maternidad, como así también Nana pasa a ser la primera esposa de Òshalá y de allí comienzan a crearse otras historias sobre Nana, en consecuencia de este cambio.
Yemaya y Oshun son responsables de la vida que va a nacer y posteriormente del cuidado de la misma, Nana realiza el camino inverso, conduce al terreno astral a las almas de los muertos, la señora del reino de la muerte es como la tierra blanda, que recibe los cadáveres, los arrulla y les da calor, es una repetición o simbolismo de cuando nos encontramos en el vientre materno, a través de ella son modificados y preparados para poder nacer nuevamente, porque solo a través de la muerte podrá acontecer posteriormente la nueva reencarnación, el nuevo nacimiento. Pero los yorubas para demostrar más aún la supremacía de Òshalá consideran que Nana tiene el poder de recoger los muertos y retrabajarlos para una nueva reencarnación pero es Òshalá el que permite este nuevo nacimiento determinando de qué materia prima básica será hecha cada esencia energética que animará ese nuevo cuerpo, o sea cual será su Orisha de cabeza.
Poderosa y temible, al danzar acuna el ibiri, que representa a la multitud de espíritus de los muertos, los ritos o sacrificios hacia ella siempre comienzan por la ofrenda del agua que debe ser vertida en la tierra, necesita ser apaciguada constantemente, es la madre/abuela, la tierra, la gobernante de los muertos y de las mieses, se dice que ibiri nació junto a Nana, y que formaba parte de su placenta. Nanã es una de las iabás más temidas, tanto que en algunas tribus cuando su nombre era pronunciado todos se tiraban al suelo. Señora de las dolencias cancerígenas, está siempre al lado de su hijo Omulu. Protectora de los inválidos, deficientes mentales, enfermos y con defectos visuales. Por ser la divinidad más antigua representa la memoria ancestral: es la madre antigua (Iya Agba) por excelencia.

### Nana Buluku en el reinoDahomey
Es un vodun, según algunos antropólogos, arqueólogos y teólogos, es originaria de Dassa Zumê, y es una divinidad de las aguas. Pierre Verger encontró un Templo en Dassa Zume y un sacerdote de su culto. El área que abarca su culto es muy basto y parece exenderse del este, más allá del río Níger, hasta la región Tapá, al oeste, más allá del río Volta, en las regiones de los «guang», al nordeste de los ashanti.

### Nana Buluku entre las tribusfonyewé
Entre los fon y mahins es considerada una divinidad hermafrodita, madre y padre de Mawu y Lissá, a los cuales habría dado origen en asociación con la «serpiente del Universo» Dan Aido Hwedo. Para los ewés y minas, es vista como un vodun masculino (Nana Densu), esposo de la gran mãe das águas Mami Wata.

### Nana Buluku en elCandomble
Nanã Buruku es reverenciada en el Candomblé Jeje como un vodoun y en Candomblé Ketu como un orisha de las aguas quietas, el lodo, la tierra húmeda y la lama. Nanã es llamada cariñosamente «Avó», por ser usualmente imaginada como una anciana. Es reverenciada en todo Brasil, en las religiones afrobrasileras. Su emblema es el Ibiri que caracteriza su relación con los espíritus ancestrales. La existencia del culto de Nanã Buruku es atribuida a tiempos remotos, anteriores al descubrimiento del hierro, por eso, en sus rituales, no acostumbran ser utilizados objetos cortantes de metal.
El baobab u "O baobá" ( Adansonia digitata), ossê (lengua yoruba) o akpassatin (lengua fon)) es su árbol sagrado.

## Ritos

### Rito EnCuba
Rito Arará Según el rito arará dentro de la práctica de la santería, Naná no se alimenta de la sangre de los animales que se le sacrifican, lo hace de su espíritu. En la ceremonia de entrega, se coloca su receptáculo sobre un triángulo pintado en el piso con Osun y cubierto por hojas de tabaco, se recibe su cetro llamado Ibirí y su collar.
Su culto ha sido considerado de diferente forma por los descendientes de los arará y de los yoruba. El culto de origen arará la considera madre de Babalú Ayé, e incluso, hasta uno de sus caminos. En ese culto es una deidad misteriosa y terrible que vive, en forma de majá, en ríos, manantiales y cañas bravas. En algunos lugares se la invoca en ojos de agua, lagunas, pozos y desembocaduras de ríos; aunque en los sábados santos se le puede llamar inclusive en los pozos. Según algunos Naná es madre de las aguas dulces; pero también lo es de las aguas fangosas de los pantanos. Babalú Ayé y Naná parecen proceder del tronco ewé- ashanti; sus caminos fueron establecidos por los mina, fon y arará. El culto de origen yoruba la considera Madre de Dios y abuela de todos los Obatalá; se le representa por un triángulo isósceles que se cubre con yeso y humo de tabaco y, al igual que Obatalá, puede ser hembra y macho; su poder es inmenso.
Rito de Nana Buluku en la santería en Cuba. Sus elekes (collares) se confeccionan alternando cuentas blancas de leche con cuentas azul profundo, otros los confeccionan de cuentas azules, blancas y rojas.
En la ceremonia de entrega, se coloca su receptáculo sobre un triángulo pintado en el piso con Osun y cubierto por hojas de tabaco, se recibe su cetro y su collar.
Ofrendas. Se le ofrenda manteca sin sal y caña. Se le inmolan gallinas, palomas, pollos, gallinas de guinea y puerco. Según el rito Arará, Naná no se alimenta de la sangre (eyerbale) de los animales, sino de su espíritu, es por esto que sus animales mueren asfixiados y luego se trozan con un cuchillo de caña brava, que es uno de sus atributos.
En la ceremonia de entrega, se coloca su receptáculo sobre un triángulo pintado en el piso con Osun y cubierto por hojas de tabaco, se recibe su cetro y su collar.
- Filiación: para los yorubas fue creada por Olorún / Olorúm, para los pueblos de donde ella proviene es padre/madre creador/a.
- Dominio: el nacimiento como figura ancestral y matriarcal, sobre el reino de los muertos, es responsable por la reestructuración de los muertos para que vuelvan a nacer.
- Gobierna en los pantanos, aguas lodosas, en los límites de todas las aguas con tierra, lluvia, en los manglares luego cuando fue transformada en orisha se le agregó regencia también en lo más profundo del mar.
- Elemento: Agua y tierra
- Día de la semana: para algunos es el martes, mientras que para otros es el sábado
- Colores: dependiendo de la línea religiosa, ile, o guía espiritual son: azul oscuro; rosa con blanco; blanco con negro; rosa
- Bebida: agua, agua de lluvia ambas con miel.
- Símbolos: ibiri,( ramo de hojas de palma o paja de la costa curvados con adornos de buzios) abanico, buzios
- Frutas: sandía, melón, uvas de todo tipo, peras, moras, bambú, manzanas rojas, coco, vainilla, aceitunas
- Metales: oro, plata, estaño, alpaca Ferramentos: ibiri, abanico, buzios, monedas doradas, ostras de mar y de río
- Flores y plantas: junco de los pantanos, rosas blancas, jazmín, planta de la moneda, sauce de pantano, lirio, peral, manzano, coquero, bambú, morera, lavanda, laurel, romero, árbol del incienso, olivo, eucalipto, violetas.
- Hierbas: benjuí, ruda, laurel, menta guine, cipo dorado, alcanfor, palo santo, contra yerba.
- Regencia en el cuerpo: sangre, ojos, cerebro, músculos y huesos de la columna, cabellos zona de la cadera y pelvis
- Su día: es el 26 de julio
- Sincretismo católico: Santa Ana madre de la Virgen María
- Saludos: Saluba Nana o ¡Maferefún Nana, Saluba!

Sus caminos en el culto de santería son:
- Naná Burukú Ajesún.
- Naná Burukú Ilegboná.
- Naná Burukú Adjaosí.
- Naná Mahi.
- Naná Yaba.
- Naná Burukú Molú.
- Naná Burukú Alagba.
- Naná Burukú Narewá.
- Naná Burukú Nakelé.
- Naná Burukú Suaré.
- Naná Burukú Ajapa.
- Naná Burukú Ogbaya.
- Naná Delé.
- Naná Miremi.
- Naná Nunselé.
- Naná Inie.
- Naná Bini.
- Naná Burukú Atsoko.
- Naná Kpahan.
- Naná Hondo.
- Naná Seli.
- Naná Intilé.

### EnHaití
Se le identifica con Ayizan, esposa de Papa Legba, y se trata de una mujer vieja que suele encarnar en una culebra. Como mujer de Legba y la más vieja de las divinidades femeninas, tiene derecho, también, a ser servida primera. Su emblema es la palma real, símbolo de la fuerza y la libertad y se le atribuye el poder de espantar a los malos espíritus. Puede curar enfermedades graves y otorga favores según la recompensa que recibirá. Sus días son todos menos el miércoles y el lunes, toma mucho alcohol y su carácter es muy violento.

### EnSanto Domingo
Al igual que en el caso de Obatalá, puede identificarse con Mambó, Vieja Mambó o Mamita Mambo.

### En la línea de Chango deTrinidad y Tobago
Sus características coinciden con las de Mamalatai (Orisha-Oko).

### EnBrasil
Es deidad de agua -la más vieja de ellas-, y está considerada como la madre de todos los orishas. En algunos lugares, Naná Burukú es considerada también como la Madre Suprema de la Creación asociada al barro con que fue moldeado el primer hombre, al fondo de los ríos y los mares, a las aguas estancadas y a los pantanos y al punto de contacto de las aguas con la tierra. Acoge en su regazo a los muertos, a nuestros antepasados y simboliza la fertilidad y el renacimiento.
Naná es señora de muchos caracoles, que simbolizan la fecundidad, la riqueza y la muerte. Su fundamento se asienta en un recipiente de barro estampado conteniendo agua, miel y los otá. Cuando se manifiesta esgrime el ibiri, bello objeto ritual hecho de fibras de palma o de paja de la costa trenzado con tiras de cuero, caracoles y cuentas azul oscuro y blancas, sus colores. Usa corona y collares de caracoles cruzados en el pecho en bandolera.
Los hijos de Naná Buluku. Los iniciados que son elegidos por Nana Buluku tienen un temperamento introvertido y calmado. Son muy activos y aprecian el orden y la limpieza. Son muy discretos y cumplidores de los contratos y las promesas, dedican su vida al trabajo, tiene una apariencia algo asexuada.

## Representación
Se la representa con un bastón de hojas de palmera (conocido como Ibiri) y se relaciona con ella el agua (en particular el agua dulce), la tierra y el lodo.